# 朱佳木
朱佳木（1946年6月—），男，汉族，籍贯江苏南通，1946年6月生于黑龙江佳木斯，中华人民共和国历史学家，党史研究专家，中共党员。历史学学士，研究员，博士生导师。曾任中国社会科学院副院长、当代中国研究所所长；现任中华人民共和国国史学会会长、中国社会科学院“陈云与当代中国”研究中心理事长、中国社科院大学特聘教授、研究生院兼职教授。 
1965年考入中国人民大学党史系就读，文化大革命初期曾作为骨干参与“老红卫兵”组织“一司”的组建。曾经担任胡乔木的秘书，一九八零年被转为陈云的秘书。在陈云身边工作四年多时间后，他先是在天津的一个副司局级位置上短暂过度一段时间即升任中国社会科学院研究生院副院长兼党委书记。此后调回中办系统，从中央文献研究室综合组组长升至秘书长。1997年，出任中央党史研究室任副主任兼中共党史出版社社长，2005年，平调至在中国社会科学院副院长兼当代中国研究所党组书记、所长。

## 生平
1973年加入中国共产党。2000年12月后任中国社会科学院副院长、党组成员兼当代中国研究所所长。2008年，当选第十一届全国政协委员，代表社会科学界，分入第三十二组。

## 家庭
父亲朱理治，中共早期领导人。